# Diego Domínguez Llort
Diego Domínguez Llort, né à Saragosse en Espagne le 13 octobre 1991, est un acteur, chanteur et danseur  espagnol. Il a fait partie de la distribution de l'émission de télévision espagnole Eurojunior, un programme créé afin de trouver un candidat pour représenter l'Espagne lors du premier concours Eurovision de la chanson junior en 2003 à Copenhague.
Il est connu pour interpréter de 2013 à 2015 le rôle de Diego Hernandez dans la série argentine Violetta.

## Biographie
Diego Domínguez Llort est né le 13 octobre 1991 à Saragosse, en Espagne.
En 2003, il participe à l'émission Eurojunior sur La 1. Bien que n'ayant pas été choisi pour représenter l'Espagne au Concours Eurovision de la chanson junior 2003, il figure parmi les finalistes.
Avec d'autres participants de l'émission, il forme en 2004 le groupe 3+2. Ils sortent quatre albums : Girando Sin Parar, Mueve El Esqueleto, Un Sitio Ideal et Trollz : Melenas A La Moda. En 2007, après une tournée, le groupe se dissout.
En 2009, Diego et María Jesús (ancienne membre de 3+2) se réunissent pour former le groupe Juego De Dos. Le 19 mars de cette même année, ils sortent un premier album éponyme. Après environ deux années, le duo se sépare pour mener des carrières individuelles.
Après une longue pause, Diego commence une carrière d'acteur et joue dans différentes séries espagnoles. Il apparaît dans la série d'Antena 3 Physique ou Chimie où il joue Andrés, ainsi que dans Le Secret où il interprète le rôle de Leandro. Il apparaît également dans la série de Telecinco Aida où il joue Kevin, ainsi que dans La Pecera de Eva, où il joue Miguel.
Durant cette époque il a travaillé comme modèle et de plus a participé à l'annonce du gel de fixation de la marque connue, Garnier.
En 2013, il décroche le rôle de Diego Hernandez dans la deuxième saison de la série Violetta. Il participe à la première tournée de la série : Violetta En Vivo. Il reprend le rôle de Diego dans la troisième et dernière saison de la série. Il participe aussi à la deuxième tournée appelé Violetta Live.
En juillet 2014, il interprète Eneko dans la comédie musicale Nosotros. Fin 2014, il participe à l'enregistrement de Cien años de perdón, une production de Vaca Films et Morena Films pour Telecinco Cinema, dirigé par Daniel Calparsoro dans lequel il interprète un sniper de la police.
De fin mars à juin 2016, il participe au tournage de la mini-série Perdóname Señor à Cadix pour Telecinco où Diego interprète Dani. 
De septembre 2016 à décembre 2016, il participe à une émission de danse, Dance Dance Dance à Rome. Diego remporte DDDance avec Clara Alonso, sa petite amie et partenaire à l'émission. 
En 2017, il interprète Adrian dans un court-métrage au nom de son personnage, joue aussi le rôle de Samuel dans le film Insane Love, Ivan dans la web-série In The Mood et Chema dans la série de RTVE Derecho a Sonar.  

## Discographie

### Eurojunior
- Chachi Piruli
- Sinvergüenza

### Avec 3+2

#### 2004:Girando Sin Parar
- Querido abuelo
- Los niños queremos la paz
- El baile de la ola
- Cosas de mayores
- Girando sin parar
- La canción del Cola Cao (Bonus Track)
- Boom boom
- Marcha
- Bailando voy
- Me da en la nariz
- Llora el arca de Noe
- Esto es amor

#### 2005:Mueve el Esqueleto
- El rama lama (Rama lama ding dong)
- Me estoy enamorando
- Mueve el esqueleto
- +Vitaminas
- A mordiscos
- Bulla
- Mueve tus caderas

#### 2005:Trollz:Melenas a la Moda!
- Mundo Trollz
- Amigas Hasta El Final
- Pip Pip (A Todo Gas)
- Enamorame
- Volviendo Al Futuro
- La Reina De La Fiesta
- Vacaciones
- La Magia De 5
- No Eres Guapa
- Es Amor

#### 2006:Un sitio ideal
- Mi adolescencia
- Gracias a tí
- Vacaciones otra vez
- Un sitio ideal
- Quisiera
- Bésame despacito
- Soy tu tornado, soy tu huracán
- Mala suerte
- Ven, ven corazón
- Un lío en tu interior
- Dulces dieciséis
- Gracias a tí (acapella)
- No nos detendrán

### Avec Juego De Dos

#### 2009:Juego de Dos
- Castillos en el aire
- Adiós
- Llega la hora
- Sé
- Una y otra vez
- Para tí
- Nuestro rincón
- En vida sin vivir
- Quiero soñar
- Como ayer
- Y que diré

### DansVioletta

#### Saison 2:Hoy Somos Más
- Yo soy asi avec Martina Stoessel ou seul
- On beat avec la troupe de Violetta
- Algo se enciende avec la troupe de Violetta
- Esto no puede terminar avec la troupe de Violetta
- Cuando me voy avec Jorge Blanco, Nicolas Garnier, Samuel Nascimento et Facundo Gambandé
- Salta avec Nicolas Garnier, Jorge Blanco, Samuel Nascimento et Facundo Gambandé
- Ven con nosotro avec Samuel Nascimento, Facundo Gambandé et Jorge Blanco

#### Saison 3
- En gira avec la troupe de Violetta
- Ser quien soy seul ou avec Lodovica Comello
- Apprendi A Decir Adios avec Lodovica Comello
- Queen on the dance floor avec Jorge Blanco, Samuel Nascimento, Nicolas Garnier. Ruggero Pasquarelli et Facundo Gambandé
- Friends Till The End avec la troupe de Violetta
- Es mi pasión avec la troupe de Violetta (sauf Martina Stoessel et Macarena Miguel)
- Llámame  avec la troupe de Violetta (sauf Nicolas Garnier)
- Crecimos juntos avec la troupe de Violetta

## Filmographie
| Année     | Titre                               | Personnage                     | Chaîne                                        | Rôle                 | Genre                |
| --------- | ----------------------------------- | ------------------------------ | --------------------------------------------- | -------------------- | -------------------- |
| 2010      | Physique ou Chimie                  | Andrés                         | Antena 3                                      | Secondaire           | Série                |
| 2010      | La percera de Eva                   | Miguel                         | Telecinco                                     | Secondaire           | Série                |
| 2011      | Aída                                | Kevin                          | Telecinco                                     | Secondaire           | Série                |
| 2011      | El secreto de Puente Viejo          | Leandro                        | Antena 3                                      | Secondaire           | Série                |
| 2011      | Familia                             | Daniel                         | -                                             | Principal            | Court-Métrage        |
| 2013-2015 | Violetta                            | Diego Hernández-Casal          | Disney Channel Latin America                  | Principal            | Série                |
| 2013      | Esperando a Violetta                | Lui-même                       | Disney Channel España                         | Présentateur         | Série                |
| 2013-2014 | Violetta en vivo                    | Diego Hernández-Casal          | Disney                                        | Principal            | Concert              |
| 2014      | Ballando con le stelle              | Lui-même                       | rai 1                                         | Danseur              | Emission/Compétition |
| 2015      | Ballando con le stelle              | Lui-même                       | rai 1                                         | Chanteur             | Emission             |
| 2015      | Violetta live                       | Diego Hernández-Casal          | Disney                                        | Principal            | Concert              |
| 2015      | Violetta l'aventura                 | Lui-même                       | Disney                                        | Principal            | Film                 |
| 2016      | Vive y deja vivir                   | Luis                           | -                                             | Principal            | Court-Métrage        |
| 2016      | Cien anos de perdon                 | Un policier français et sniper | Vaca Films & Morena Films et Telecinco Cinema | Secondaire           | Film                 |
| 2016      | Perdóname Señor                     | Dani                           | Telecinco                                     | Secondaire           | Mini Série           |
| 2016      | Dance Dance Dance Italia            | Lui-même                       | Fox Life & Fox                                | Candidat             | Émission/Compétition |
| 2017      | Adrián                              | Adrián                         | -                                             | Principal            | Court-Métrage        |
| 2017      | Derecho a soñar                     | José María "Chema"             | La 1                                          | Principal-Secondaire | Série                |
| 2017      | In The Mood                         | Ivan                           | Youtube                                       | Principal            | Web serie            |
| 2019      | Argentina Tierra de Amor y Venganza | Córdoba                        | El Trece                                      | Principal            | Novela               |

## Théâtre
| Année | Titre                | Personnage | Rôle      |
| ----- | -------------------- | ---------- | --------- |
| 2014  | Nosotros, el musical | Eneko      | Principal |

## Tournée
- 2013 - 2014 : Violetta En Vivo
- 2015 : Violetta Live

## Récompenses et nominations
| Année | Cérémonie ou récompense      | Prix                       | Travail nommé | Résultat   |
| ----- | ---------------------------- | -------------------------- | ------------- | ---------- |
| 2014  | Kids Choice Awards Argentine | Meilleur acteur secondaire | Violetta      | Lauréat    |
| 2014  | Kids Choice Awards Méxique   | Meilleur vilain            | Violetta      | Nomination |
| 2016  | Melty Future Awards          | Cool is Everywhere         | Lui-même      | Lauréat    |

## Formation
- 2010: Baccalauréat d'Art Scénique
- 2008-2009: Académie de danse "Foss"
- 2003-2010: Chant et instruments (guitare acoustique)